# Carex kansuensis
Carex kansuensis är en halvgräsart som beskrevs av Ernest Nelmes. Carex kansuensis ingår i släktet starrar, och familjen halvgräs. Inga underarter finns listade i Catalogue of Life.